# Естрогенові рецептори
Естрогенові рецептори (EP) — рецептори, що належать до суперродини нуклеарних рецепторів та агоністами яких є естрогени. Виділяють ЕР альфа (EPα) та ЕР бета (EPβ). Як більшість інших стероїдних рецепторів, EP мають домен з ліганд-незалежною активуючою функцією на N-кінці, ДНК-зв'язучий домен, hinge-домен (D-домен), а також ліганд-зв'язуючий/димеризуючий домен на C-кінці.

## Функція
У ссавців ЕР регулюють клітинний ріст та диференціацію, оскільки завдяки зв'язуванню з естрогенами відбувається контроль експресії генів. Під час зв'язування з лігандом, наприклад з 17-бета-естрадіолом, ЕР взаємодіють з ко-активаторами або ко-репресорами, ініціюючи або пригнічуючи таким чином транскрипцію. ЕР зв'язуються з ДНК на елементах естрогенової відповіді, що розміщені на транскрипторних регулюючих сайтах генів.

## Експресія рецепторів
ЕР розташовані в різних тканинах організму людини. Переважно, ЕР альфа демонструють експресію в ендометрії, стромальних клітинах яєчників, гіпоталамусі. У чоловіків, ЕР альфа визначаються в епітеліальних клітинах еферентного протоку. ЕР бета експресуються в гранульозних клітинах яєчника, тканинах нирки, головного мозку, кістках, міокарді, легенях, передміхуровій залозі, ендотеліальних клітинах.

## Участь у розвитку захворювань

### Рак молочної залози[Архівовано25 листопада 2016 уWayback Machine.]
На визначенні наявності або відсутності на поверхні й в середині пухлинних клітин рецепторів до гормонів естрогенів (ER, від англ. Estrogen Receptor) і прогестерону (PR, від англ. Progesterone Receptor), рецепторів до епідермального фактора росту HER2/new (укр. хертунеу) та деяких інших молекулярних і генетичних маркерів базується сучасна молекулярна класифікація злоякісних пухлин молочної залози.